# Jean Sadot
Jean Sadot (né le 8 juillet 1945 à Querqueville,) est un coureur cycliste français, actif dans les années 1960 et 1970. Durant sa carrière, il participe à des compétitions sur route et sur piste.

## Biographie
Originaire de Querqueville, Jean Sadot grandit au contact du monde du vélo. Ses oncles Auguste et Alexandre sont d'anciens coureurs cyclistes, tout comme son cousin Jacques. Il participe à ses premières courses avec l'AS Cherbourg en catégorie cadets (moins de 17 ans). 
Après de bons résultats au niveau régional, il part en région parisienne pour intégrer l'AC Boulogne-Billancourt. Bon rouleur, il devient champion de France des sociétés en 1965, avec plusieurs de ses coéquipiers. L'année suivante, il se distingue en remportant le Tour d'Eure-et-Loir, Paris-Égreville ainsi que le Grand Prix des Nations amateurs, devant des coureurs réputés comme Bernard Thévenet et Luis Ocaña. Il passe ensuite professionnel en 1967 au sein de la prestigieuse équipe Peugeot-BP-Dunlop. 
Entre 1968 et 1970, il évolue au sein de diverses formations suisses. Son meilleur résultat est une deuxième place au championnat de France de poursuite. Il ne parvient pas toutefois à percer au plus haut niveau. 

## Palmarès
- 1963
  - 3e du Grand Prix Michel-Lair
- 1965
  -  Champion de France des sociétés
- 1966
  - Tour d'Eure-et-Loir
  - Paris-Égreville
  - Grand Prix des Nations amateurs
  - 2e de Paris-Blancafort
  - 2e du Mérite Veldor
- 1968
  - 2e du championnat de France de poursuite